# Nato wood
Natowood ou Nato é um nome coletivo para o mogno asiático ou mogno oriental. As madeiras mais conhecidas são Mora excelsa (Mora) e Mora gonggrijpii (Morabukea), com o último contribuindo menos (que ocorrem em uma área menor).

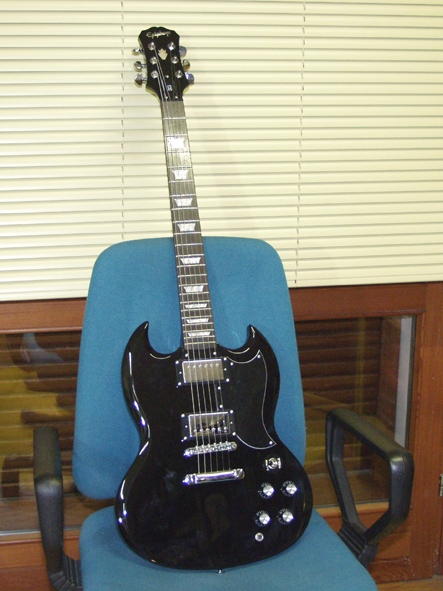
Epiphone G400, Mogno

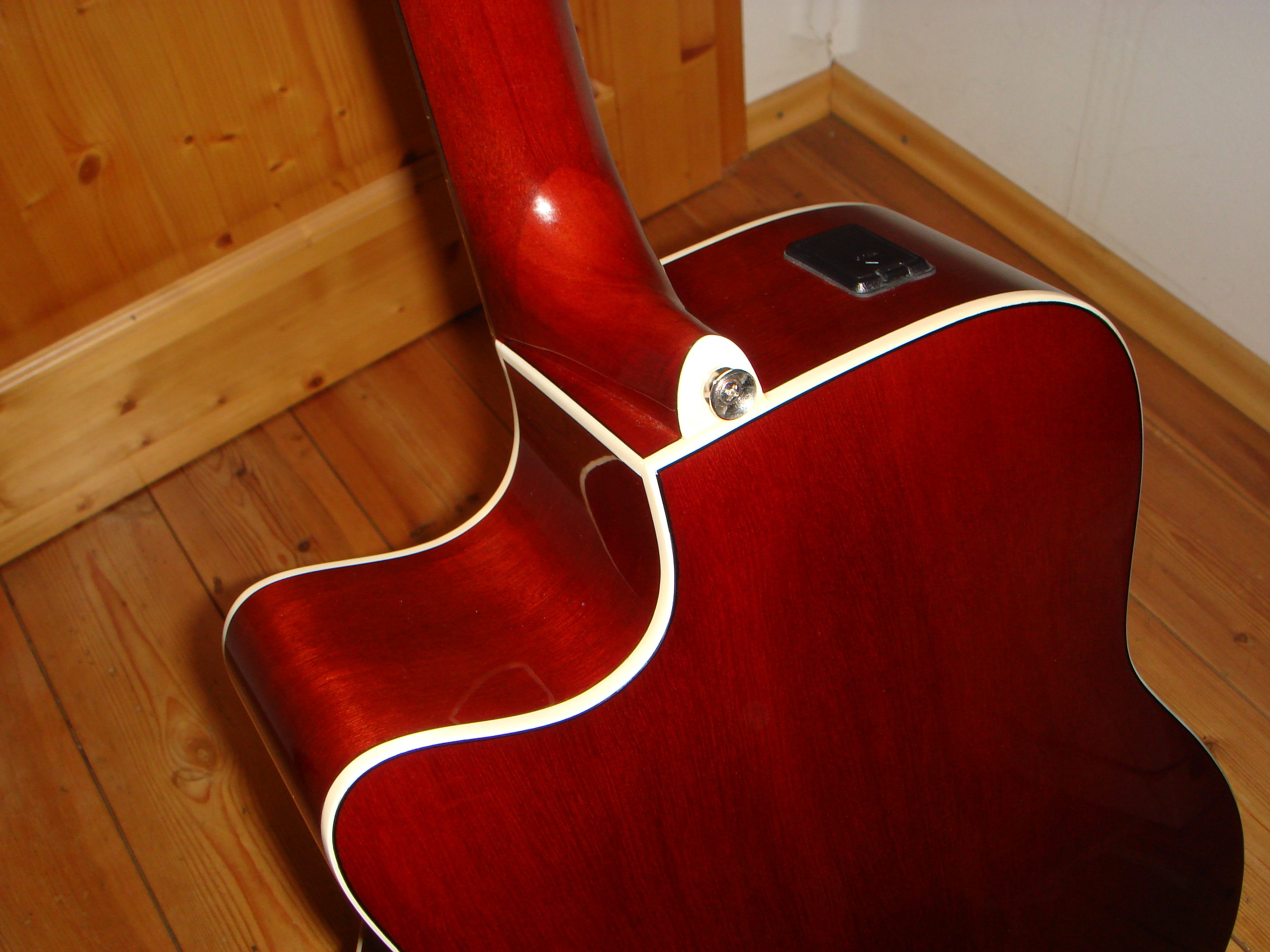
Nato-Body Yamaha FX370C

A madeira pode variar em aparência, com o marrom avermelhado sendo a cor dominante, mas em tons diferentes e, muitas vezes com estrias mais claras ou escuras. A madeira é densa e não é muito fácil para o trabalho de "talhar". No entanto, a madeira está disponível em grandes dimensões e está bem acima da média em propriedades como a resistência ao desgaste, resistência e durabilidade. Ela acaba bem. É utilizada para construção pesada, pisos industriais, casas, etc (principalmente no exterior) também são usados para construir violões e guitarras elétricas.
Devido à sua disponibilidade e preço, muitos fabricantes chineses e coreanos de guitarras importadas utilizam o mogno asiático em guitarras macicas.
Guitarras Epiphone, Ltd, Dean, Yamaha, Greco, Peavey entre outras marcas utilizam o mogno oriental em seus intrumentos, que é muito semelhante ao mogno tradicional.